# Eriococcus arboisi
Eriococcus arboisi är en insektsart som beskrevs av Goux 1991. Eriococcus arboisi ingår i släktet Eriococcus och familjen filtsköldlöss.
Artens utbredningsområde är Frankrike. Inga underarter finns listade i Catalogue of Life.